# Mistrovství světa v cyklokrosu 2016
Mistrovství světa v cyklokrosu 2016 bylo 67. cyklokrosovým šampionátem v pořadí. Konalo se ve dnech 30. a 31. ledna 2016 v belgickém městě Heusden-Zolder. Do programu byl poprvé zařazen závod žen do 23 let.

## Mechanický doping
V závodě žen do 23 let komisaři UCI po prvním odjetém kole v depu odebrali a překontrolovali kolo Belgičance Femke Van den Driesscheové. Na tiskové konferenci po závodě oznámil prezident UCI Brian Cookson, že byl nalezen motorek napojený na středové složení jejího kola. Závodnice tvrdí, že kolo nebylo její a do jejího depa se dostalo omylem. Pokud se podezření potvrdí, bude se jednat o první prokázaný mechanický doping v historii cyklistiky a Van den Driesscheové bude dle pravidel UCI hrozit zastavení činnosti na minimálně šest měsíců a pokuta 20 000 až 200 000 švýcarských franků.

## Přehled medailistů
| Muži      |                       |            |                         |       |                       |          |
| Kategorie | Zlato                 | Čas        | Stříbro                 | Čas   | Bronz                 | Čas      |
| Elite     | Wout van Aert (BEL)   | 1h 05' 52" | Lars van der Haar (NED) | +5"   | Kevin Pauwels (BEL)   | +35"     |
| Do 23 let | Eli Iserbyt (BEL)     | 51' 18"    | Adam Ťoupalík (CZE)     | +1"   | Quinten Hermans (BEL) | +5"      |
| Junioři   | Jens Dekker (NED)     | 43' 05"    | Mickael Crispin (FRA)   | + 35" | Thomas Bonnet (FRA)   | + 1' 00" |
| Ženy      |                       |            |                         |       |                       |          |
| Kategorie | Zlato                 | Čas        | Stříbro                 | Čas   | Bronz                 | Čas      |
| Elite     | Thalita de Jong (NED) | 41' 03"    | Caroline Mani (FRA)     | + 14" | Sanne Cant (BEL)      | + 24"    |
| Do 23 let | Evie Richards (GBR)   | 41' 34"    | Nikola Nosková (CZE)    | + 35" | Maud Kaptheijns (NED) | + 47"    |